# 아일라 피셔
아일라 피셔(Isla Fisher, 1976년 2월 3일~)는 오스트레일리아의 배우이다. 오만에서 태어난 영국 스코틀랜드 출신으로 6살때 오스트레일리아로 이주했다.

## 성장 과정
스코틀랜드인 양친(부친은 은행원, 모친은 소설가) 아래, 1976년 중동아시아에 위치한 국가인 오만의 무스카트에서 태어났으며, 그의 가족은 1980년 초에 오스트레일리아(웨스턴오스트레일리아주 퍼스)로 이주했다. 어려서부터 아일라는 쓰기와 연기에 재능을 보였고, 9살 때에 오스트레일리안 상업방송에 등장하기 시작했는데, 오스트레일리안 텔레비전 시리즈인 "Bay Cove(1993)" (aka "BayCity"에서 약간의 작은 배역을 맡았고, 역시 시리즈물이였던 "Paradise Beach(1993)"에서는 큰 부분을 맡기도 했다.

## 경력
어릴 적부터 오스트레일리아의 광고나 아동용 방송에 출연. 18세 당시 소설가였던 모친의 도움으로, 2권의 소설을 집필. 그 후 미국으로 옮겨, 1994년부터 1997년까지 드라마『Home and Away』에 출연. 또한 연기력을 쌓기 위해 파리와 런던에서 연극을 배웠다. 2005년『웨딩 크래셔』의 글로리아 역으로 MTV 무비 어워드에서 최우수 여자 신인상 수상.

## 결혼
영국의 코미디언 겸 배우 사샤 바론 코헨과 2004년 약혼하였다. 사샤 바론 코헨의 종교가 유대교였기 때문에, 그도 유대교로 개종하였다.2007년 10월 19일에 장녀를 출산하였다. 둘은 2010년 3월 15일 프랑스 파리에서 가까운 친지들만 초대해 조촐하게 유대교 전통혼례식을 치렀다.

## 출연 작품
- 스쿠비 두(Scooby-Doo, 2002년, Mary Jane 역)
- 달라스 362(Dallas 362, 2003년)
- 아이 하트 헉커비스(I ♥ Huckabees, 2004년)
- 런던(London, 2005년, Rebecca역)
- 웨딩 크래셔(Wedding Crashers, 2006년, 글로리아 클리어리 역)
- 핫 로드 (Hot Rod, 2007년)
- 룩아웃 (The Lookout, 2007년, 러블리 역)
- 나의 특별한 사랑 이야기(Definitely, Maybe, 2008년, 에이프릴 역)
- 호튼(Horton Hears a Who, 2008년)
- 쇼퍼홀릭(Confessions of a Shopaholic, 2009년, 레베카 블룸우드 역)
- 처음 본 그에게 프로포즈하기 (The Pleasure Of Your Company, 2009년, 케이티 역)
- 나우 유 씨 미: 마술사기단 (Now You See Me, 헨리 리브스 역)
- 브리짓 존스의 일기: 뉴 챕터 (Bridget Jones: Mad About the Boy, 2025년, 레베카 역)